# 出原菜月
出原 菜月（いではら なつき、1999年7月28日 - ）は、日本の女子バスケットボール選手である。ポジションはスモールフォワード。Wリーグの山梨クィーンビーズ所属。

## 来歴
愛知県出身。
桜花学園高校で高校三冠獲得し、筑波大学に進み、インカレ3位。
2022年、山梨クィーンビーズに加入。